# Ministerio (Huesca)
Ministerio (Ministirio en aragonés) es un despoblado dentro del municipio de La Fueva, en el Sobrarbe, Aragón, España.
Ministerio es una localidad formada por unas pocas casas dispuestas alrededor de una única calle, en la actualidad está invadida de zarzas. Cabe destacar alguna casa como la Casa Arcas.
La antigua población se encuentra a una altitud alta, superior a Humo de Muro, con el que guarda el camino de comunicación, en una ladera de la bajante sur de la sierra de Muro de Roda. También es accesible por un pequeño camino que sube desde Arasanz, en las faldas del pico, el cual mira al valle del Cinca.

## Fiestas
- 6 de mayo, fiesta menor: en honor a San Juan[3] en el día en que se conmemora el milaglo de supervivencia en martirio.
- 24 de agosto, fiesta mayor: en honor a San Bartolomé.[3]